# Pietro Respighi
Pietro Respighi (22 de setembro de 1843 - 22 de março de 1913) foi um cardeal italiano da Igreja Católica Romana e Arcipreste da Arquibasílica de São João de Latrão. 

## Educação e sacerdócio
Respighi nasceu em Bolonha, Estados Pontifícios, como o quinto filho de Giovanni Battista Respighi, engenheiro natural de Piacenza, professor de matemática na Universidade de Bolonha, e Modesta Tinelli. Estudou no Seminário de Bolonha; e no Seminário Pio Romano, em Roma, onde obteve doutorado em teologia e in utroque iuris , direito civil e canônico, em 16 de agosto de 1870. Recebeu o subdiaconato em 17 de dezembro de 1864; e o diaconato em 23 de dezembro de 1865.
Ordenado ao sacerdócio em 31 de março de 1866, em Roma. Estudos posteriores em Roma, 1866-1870. Na Arquidiocese de Bolonha, foi professor no seminário de novembro de 1872 a junho de 1874; e arcipreste da paróquia de Ss. Gervasio e Protasio, em Pieve di Budrio, até 1891.

## Episcopado e Cardinalato
O Papa Leão XIII nomeou-o Bispo de Guastalla em 14 de dezembro de 1891. Consagrado em 20 de dezembro de 1891, em Roma, pelo Cardeal Lucido Maria Parocchi, assistido por Andrea Aiuti, arcebispo titular de Acrida, secretário da Congregação de Propaganda Fide, e por Agosto Berlucca, bispo titular de Elenopoli. Promovido à sede arquiepiscopal de Ferrara em 30 de novembro de 1896.
Criado Cardeal-presbítero no consistório de 19 de junho de 1899; recebeu o chapéu vermelho e o título de Santos Quatro Mártires Coroados, 22 de junho de 1899. Vigário-geral de Sua Santidade para Roma e presidente da Sagrada Congregação da Visitação Apostólica, 9 de abril de 1900. Prefeito da Sagrada Congregação da Residência dos Bispos, 9 de abril de 1900 até 29 de junho de 1908. Renunciou ao governo pastoral do arcebispado de Ferrara, 19 de abril de 1900.
Cardeal Respighi participou do conclave de 1903, que elegeu o Papa Pio X. Camerlengo do Sagrado Colégio dos Cardeais, 21 de fevereiro de 1906 até 15 de abril de 1907. Arcipreste da basílica patriarcal de Latrão, 10 de janeiro de 1910.
O Cardeal Respighi faleceu em 22 de março de 1913, Palácio do Vicariato, Roma, um mês após desenvolver uma leve gripe, que logo evoluiu para complicações graves devido à sua condição diabética. Sepultado no cemitério Campo di Verano, Roma. Em 1933, seus restos mortais foram transferidos para a basílica dos Quatro Santos Coroados, sua igreja titular.